# Epiactis australiensis
Epiactis australiensis är en havsanemonart som beskrevs av Oscar Henrik Carlgren 1950. Epiactis australiensis ingår i släktet Epiactis och familjen Actiniidae. Inga underarter finns listade i Catalogue of Life.